# Baden-Baden
Baden-Baden je město v spolkové zemi Bádensko-Württembersko v Německu. Leží na západě země na okraji pohoří Černý les, ve vládním obvodě Karlsruhe.
Město, které má status nezávislého městského okresu, je nejmenším z devíti měst této kategorie v Bádensku-Württembersku.
Baden-Baden je známý především jako populární lázeňské město s mnoha luxusními a dalšími hotely. Od roku 2021 je na seznamu Světového dědictví UNESCO v rámci položky Slavná lázeňská města Evropy. Ve městě žije početná ruská komunita. Konají se tu také významné, především hudební festivaly. 
Do roku 1931 se město nazývalo jednoduše Baden, často se mu říkalo také Baden in Baden („Baden v Bádensku“), později byl název zkrácen na Baden-Baden. V roce 1997 dal Mezinárodní olympijský výbor Baden-Badenu status olympijského města (roku 1981 se tu konal XI. olympijský kongres).

## Dějiny
Kvůli přítomnosti horkých solných pramenů tu první koupele postavili už Římané. V 1. století tu založili lázeňské město, po celém obvodě obehnané hradbami. O dvě století později však byly zničeny.
Od 18. století sem zajížděli odpočívat členové evropských královských rodů a později se město stalo známým moderním letoviskem s ještě oblíbenějším kasinem. Původní kasino v Lázeňském domě je doposud jednou z nejnavštěvovanějších památek Baden-Badenu. Známé jsou rovněž Friedrichovy a Augustinovy lázně. Taktéž se tu nachází Starý a Nový zámek.

## Geografie
Baden-Baden leží na okraji pohoří Černý les, v povodí malé řeky Oos, která se o 13 km dále, pod městem Rastatt, vlévá do řeky Murg.

## Osobnosti města
- Heinz Tietjen (1881–1967), dirigent, intendant a operní režisér
- Michael Grüttner (* 1953), historik
- Frank Moser (* 1976), tenista
- Rudolf Osička (* 1960), házenkář

## Partnerská města
- Freital, Sasko, Německo, 1990
- Jalta, Ukrajina, 2000
- Karlovy Vary, Česko, 1998
- Menton, Francie, 1961
- Moncalieri, Itálie, 1990

Baden-Baden
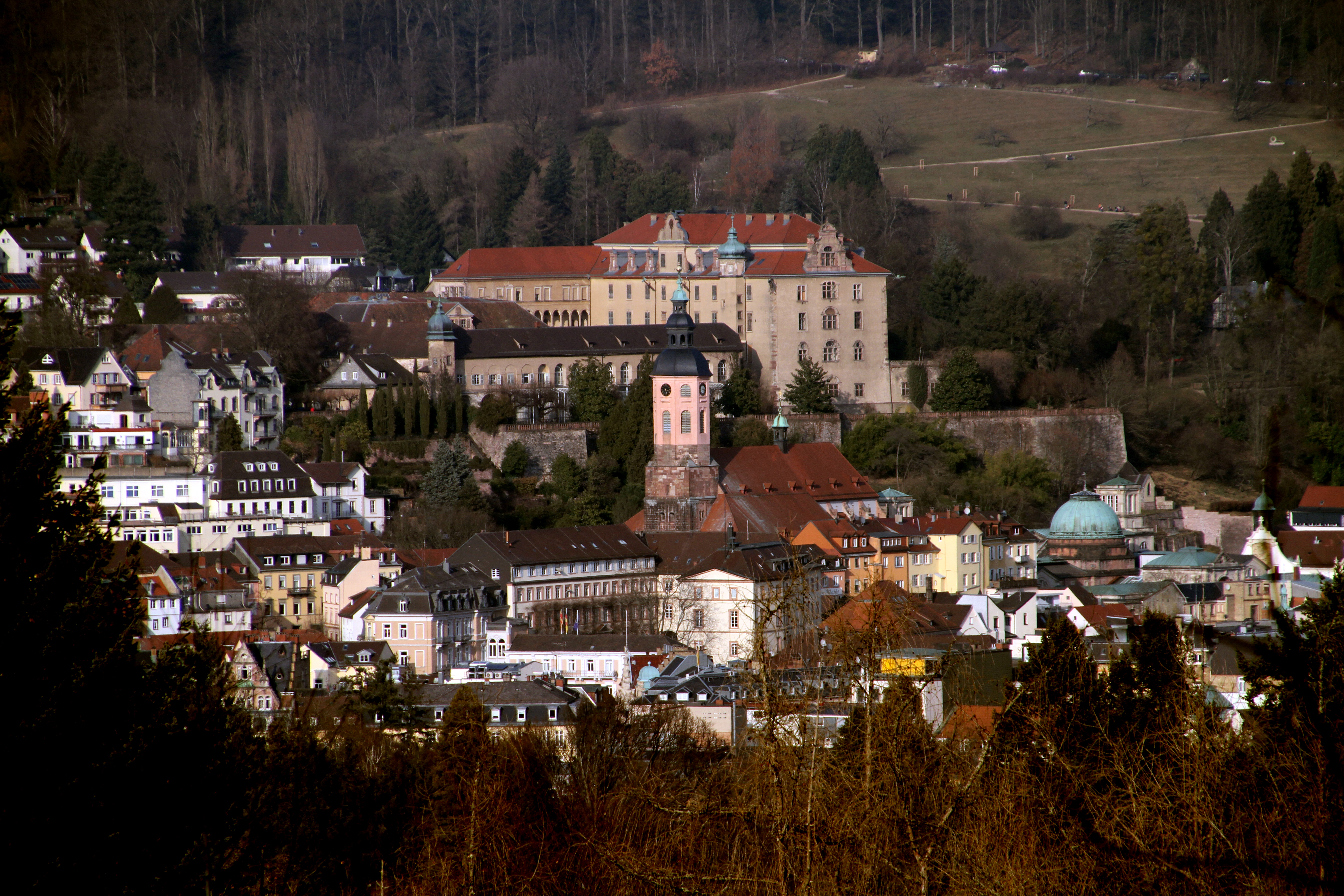
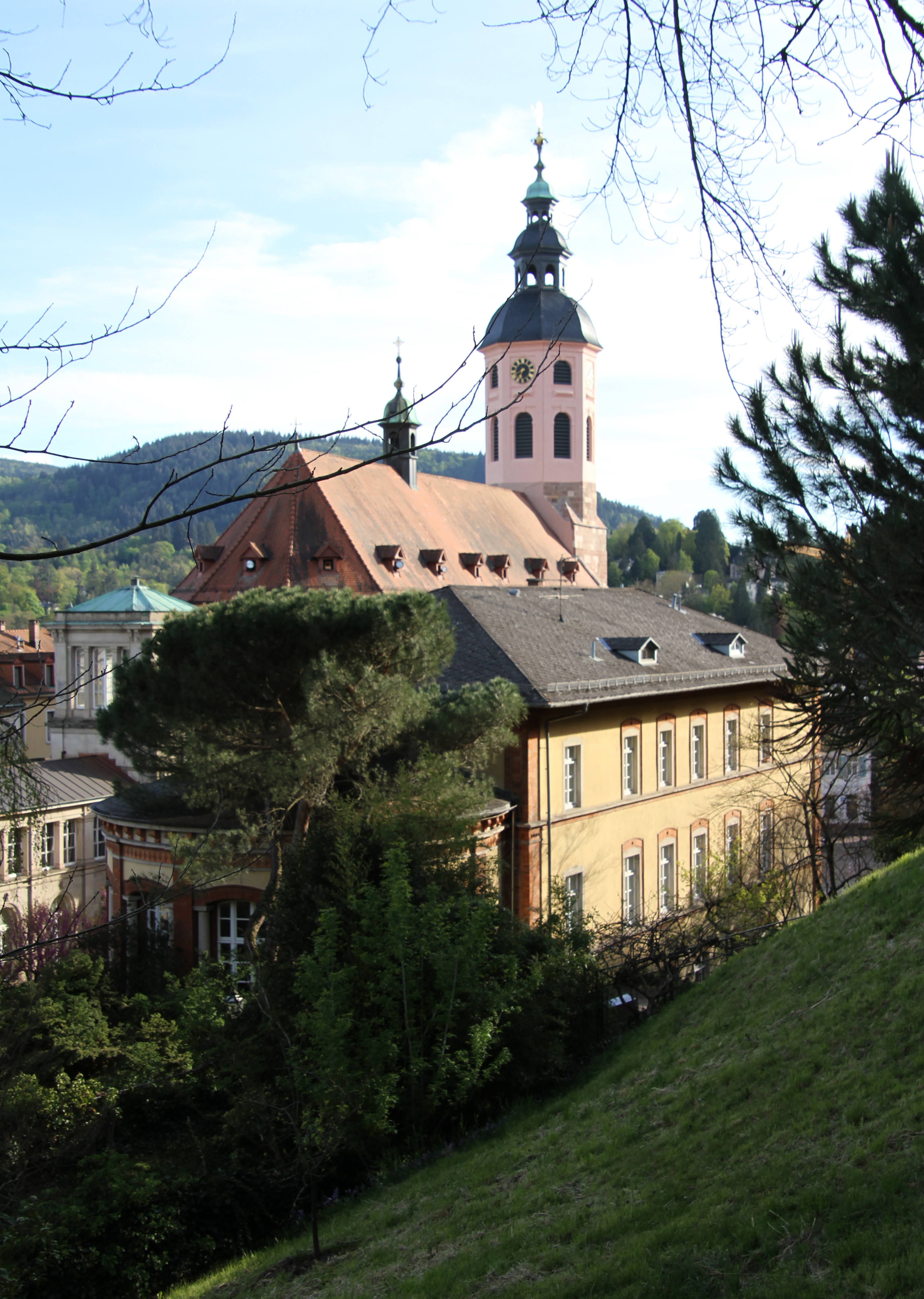
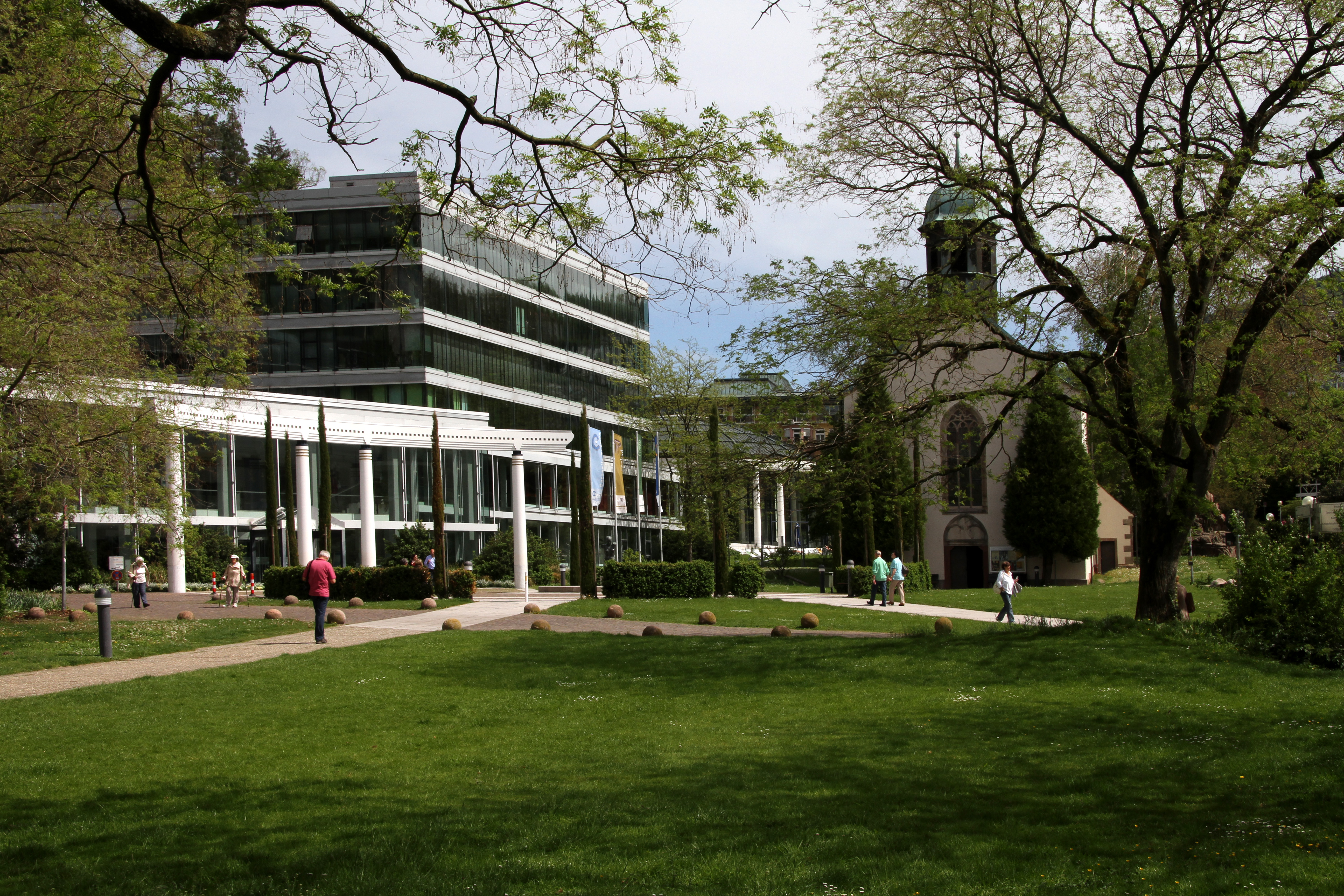
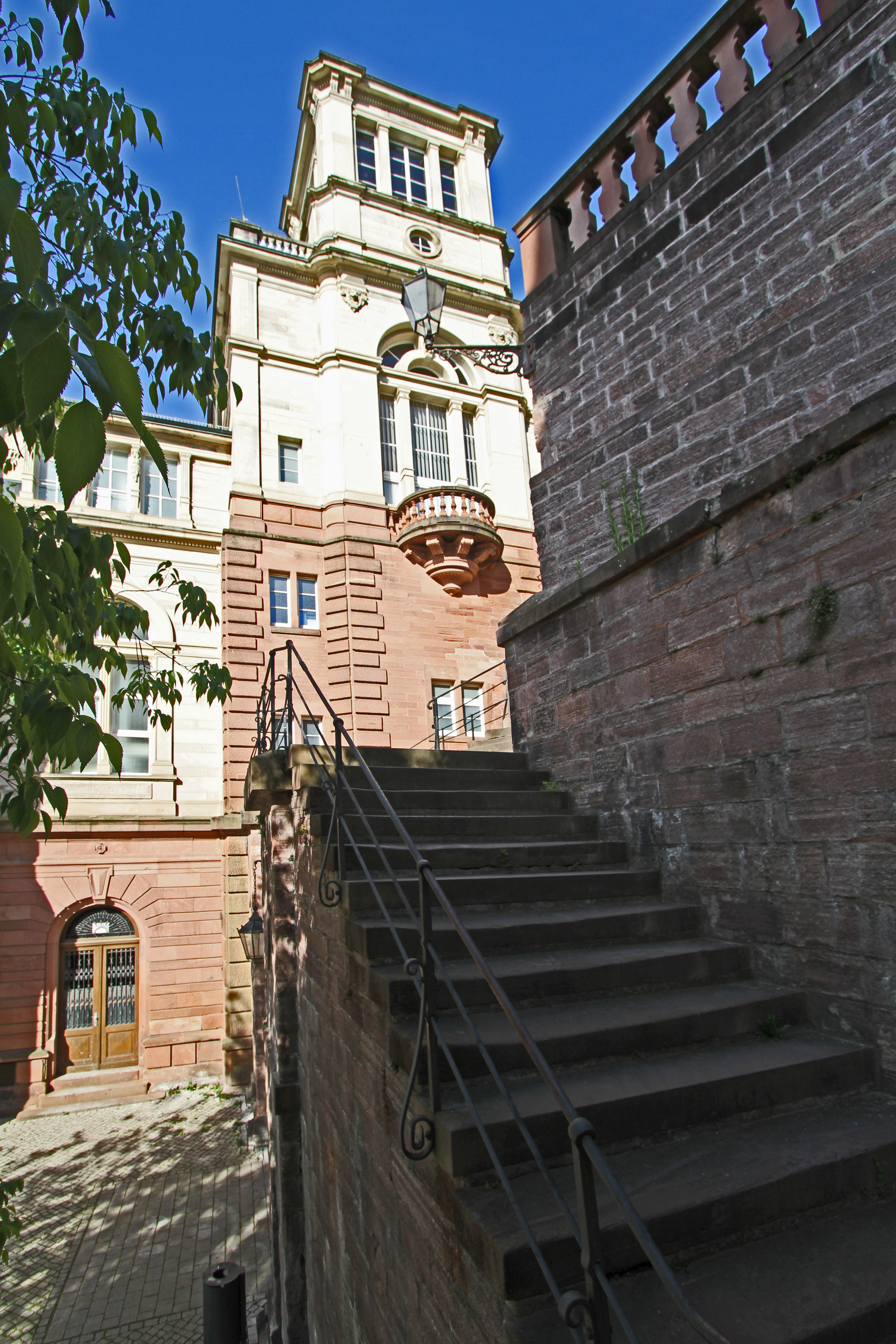
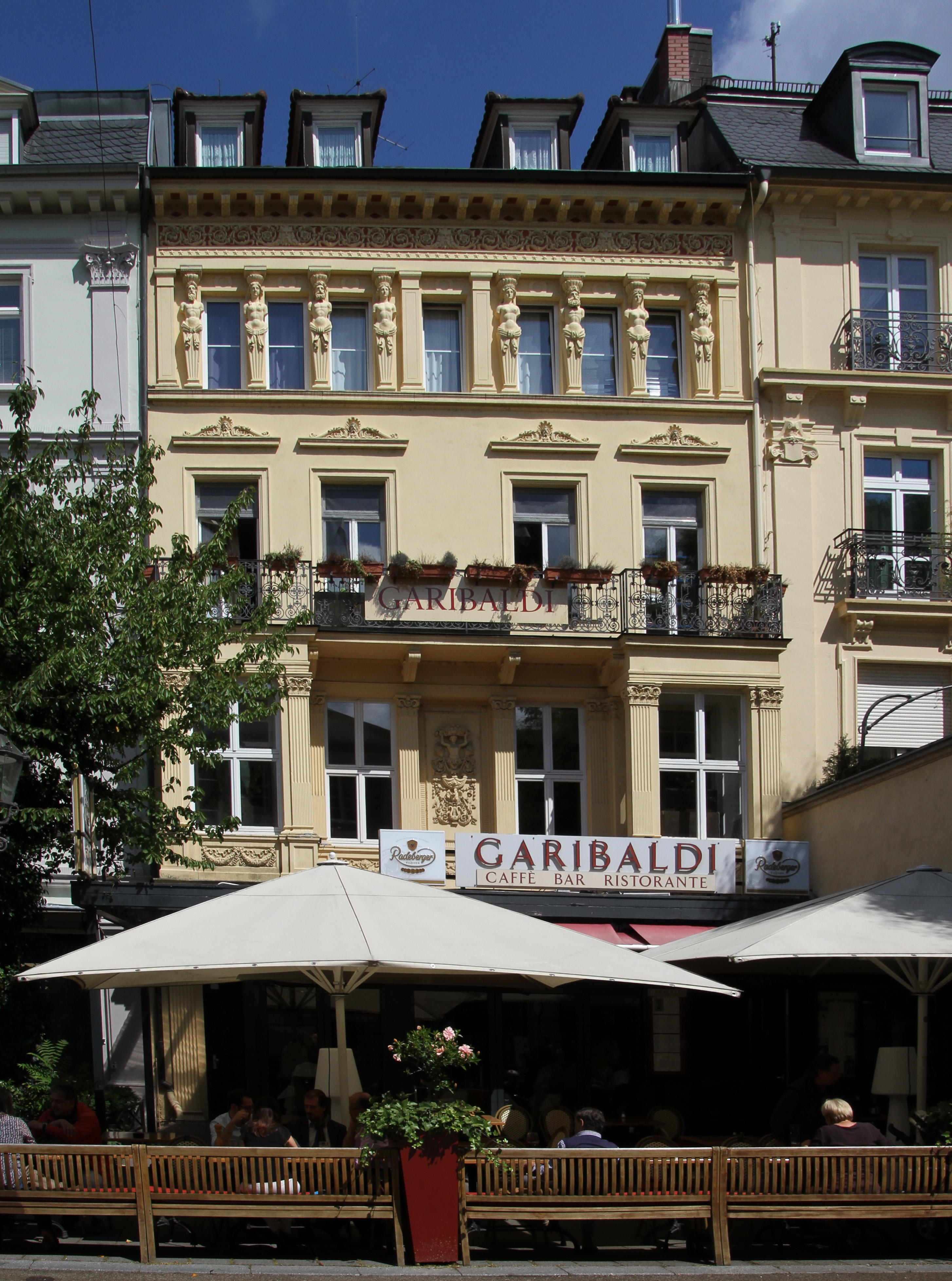
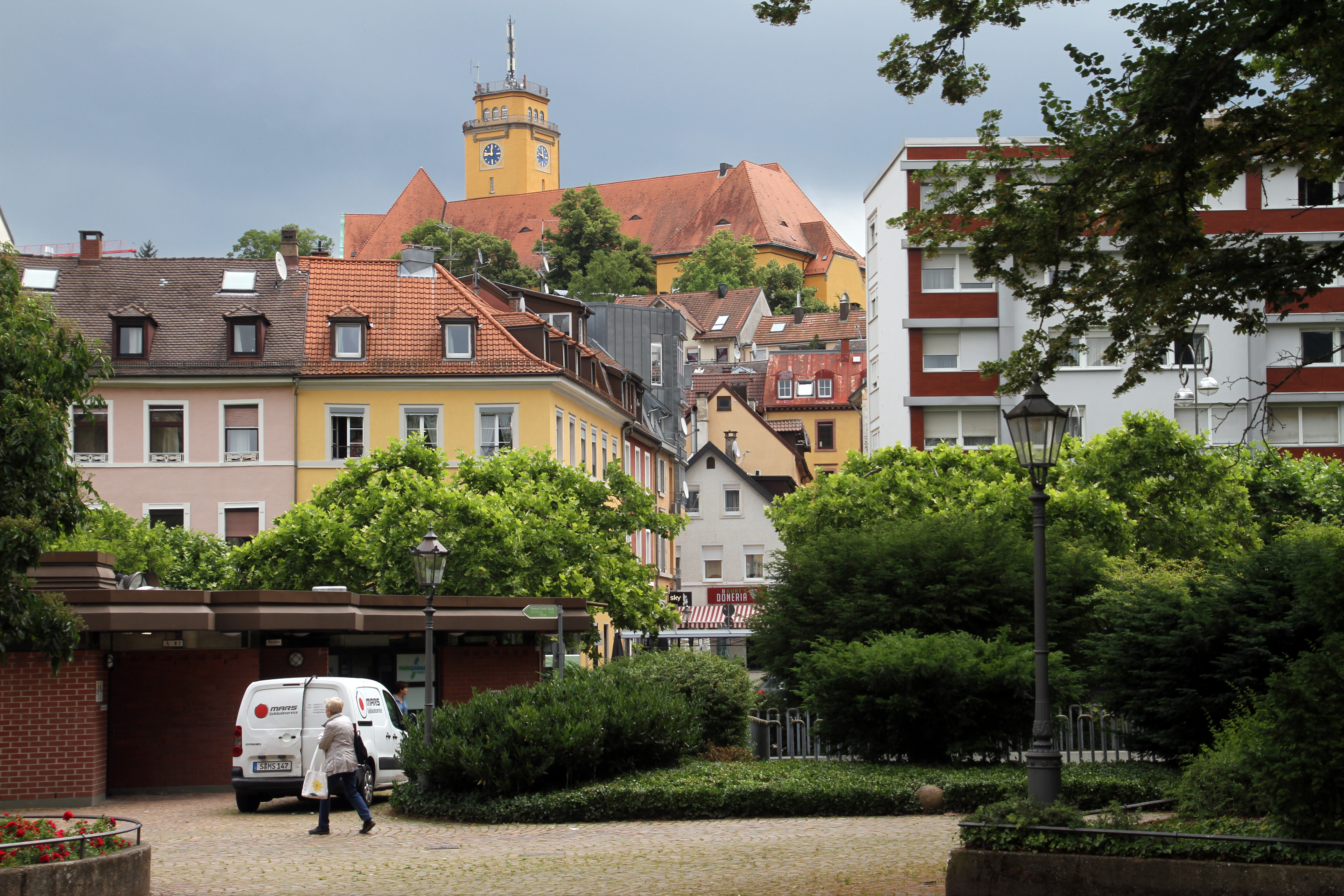
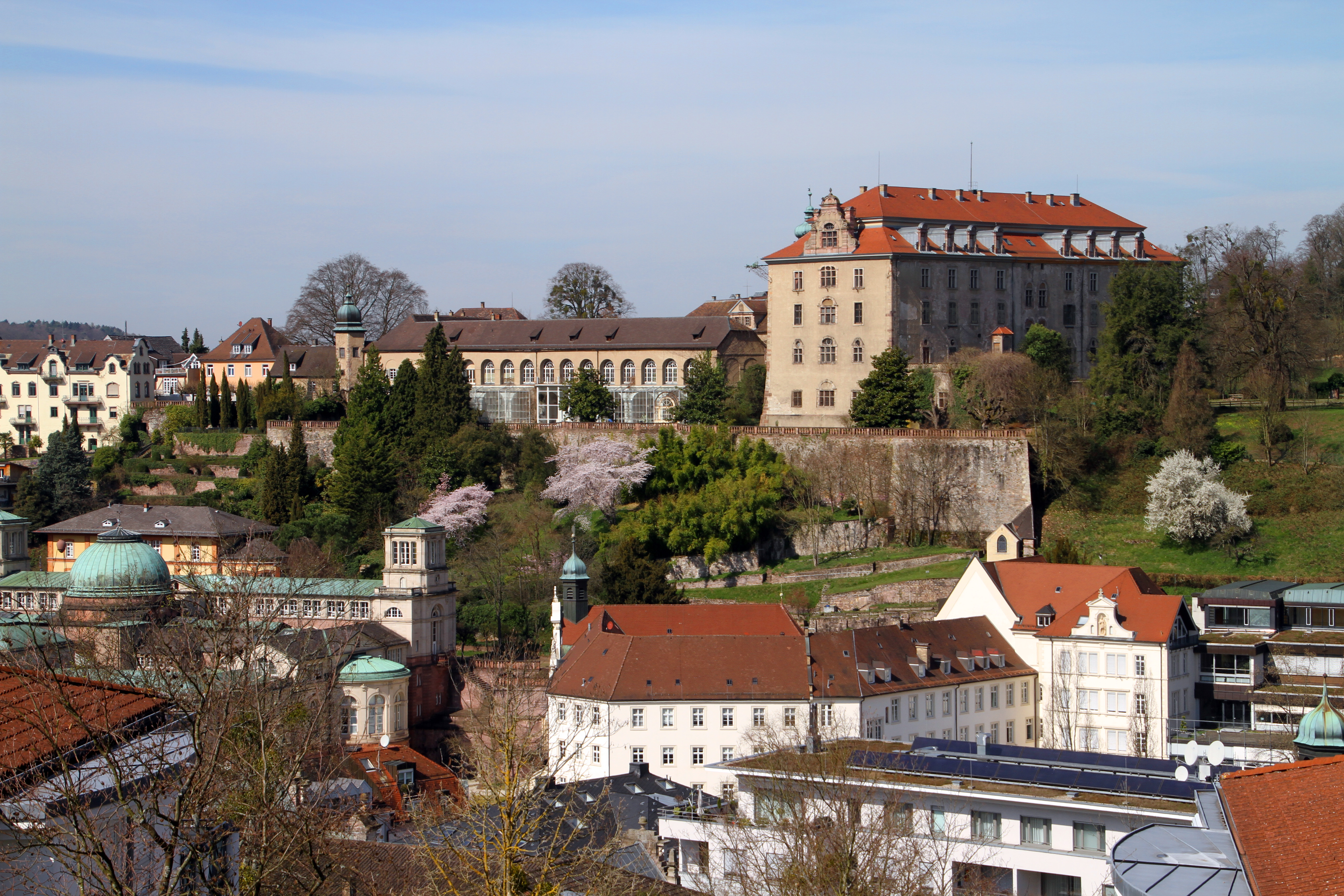
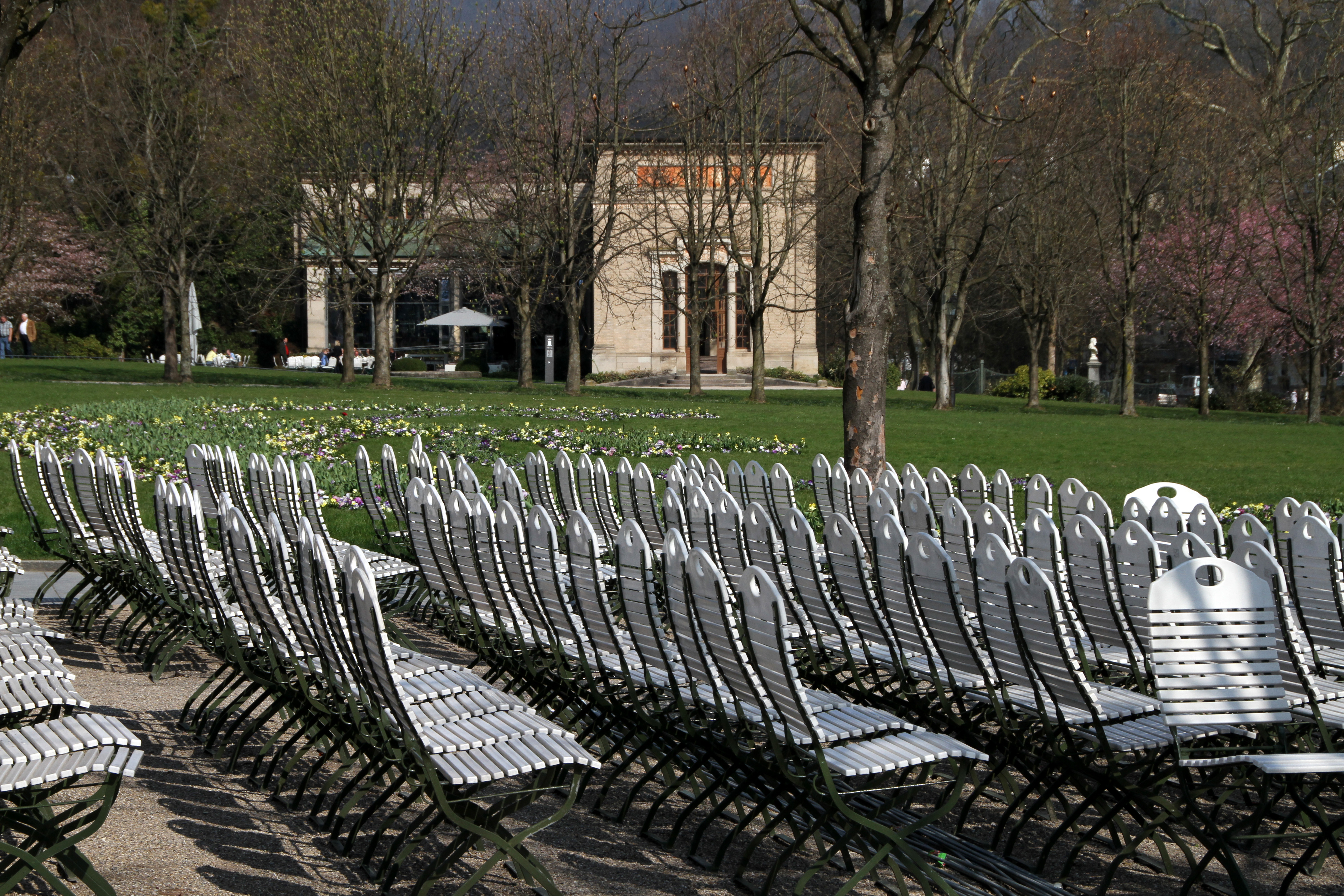
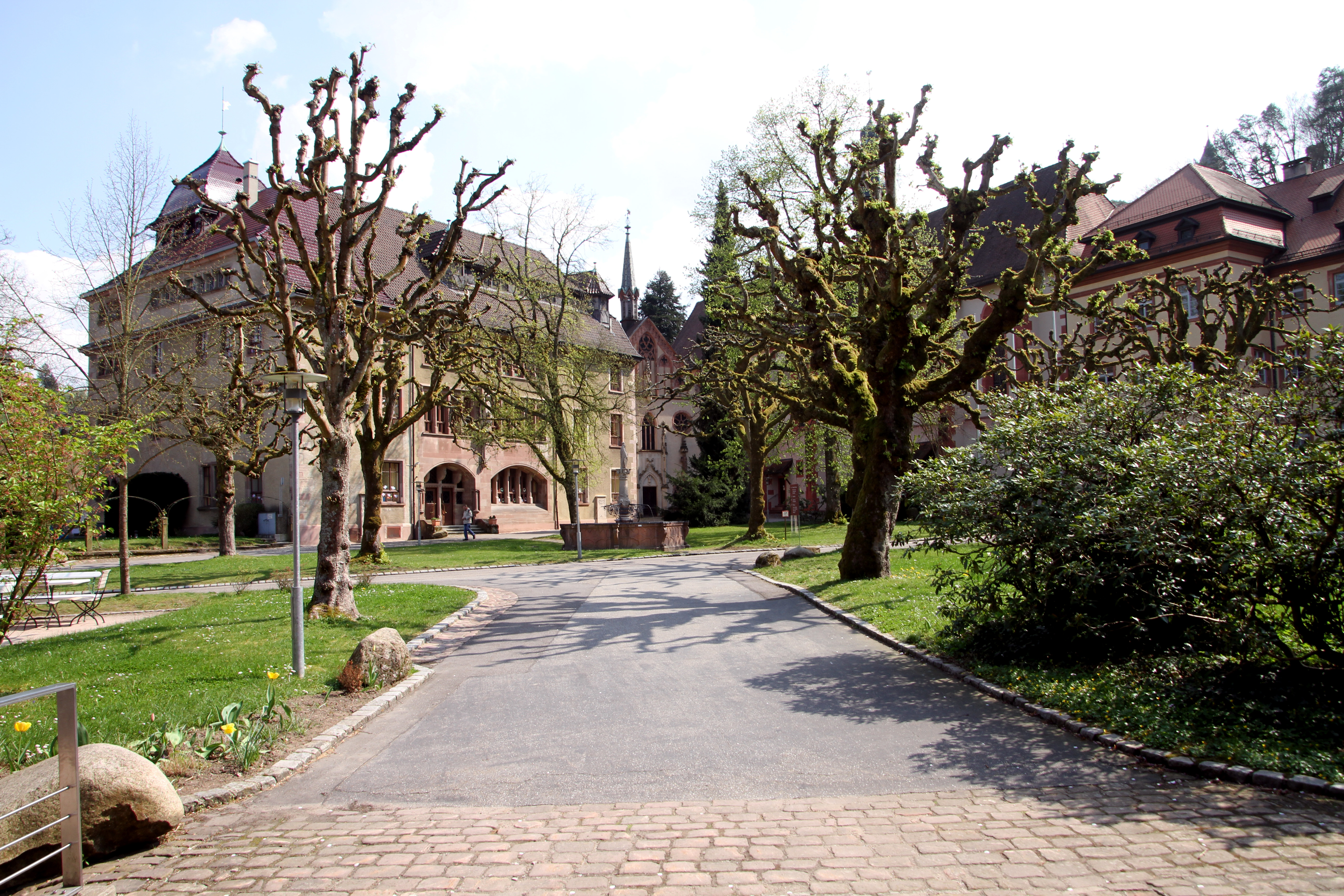
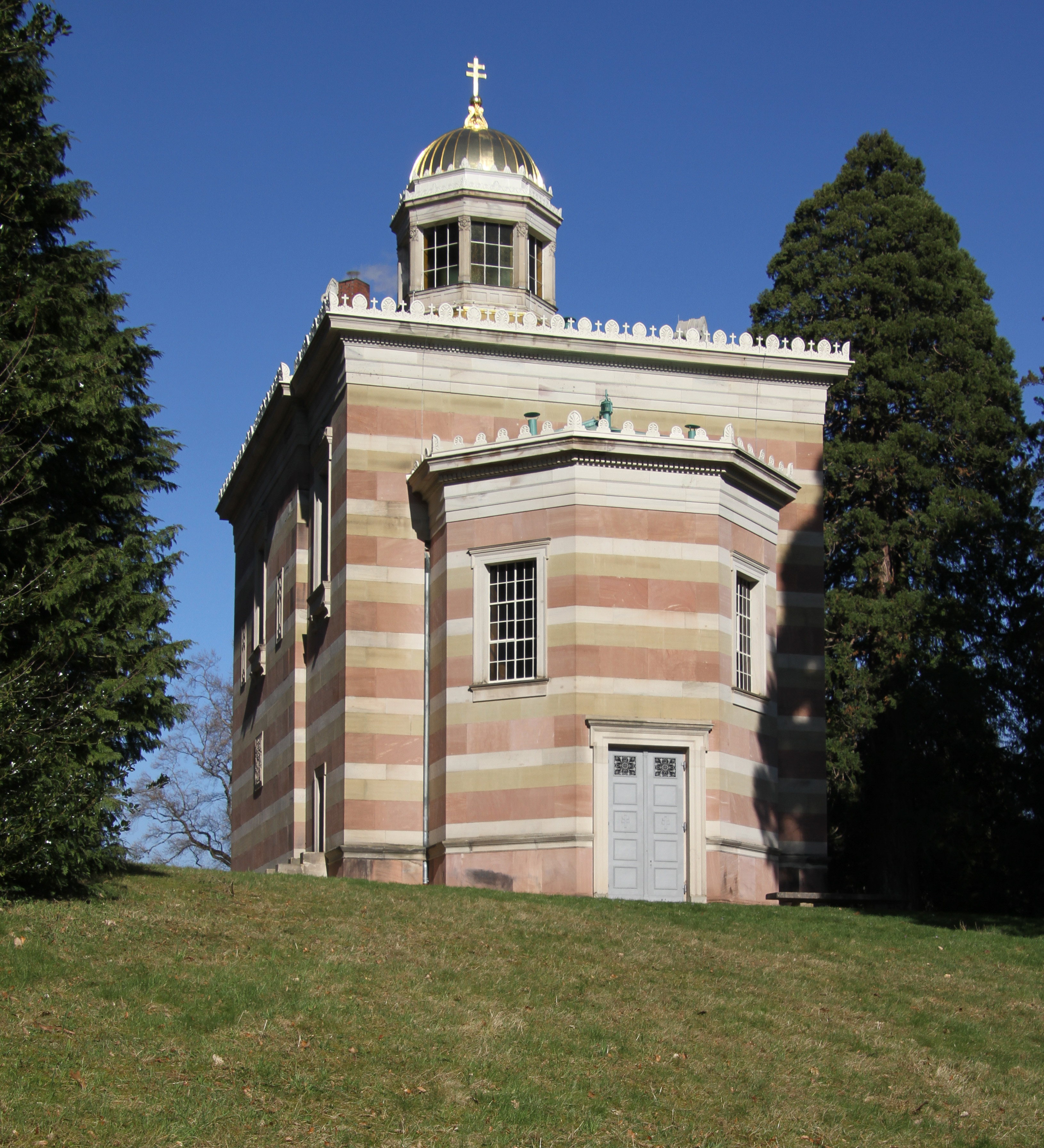
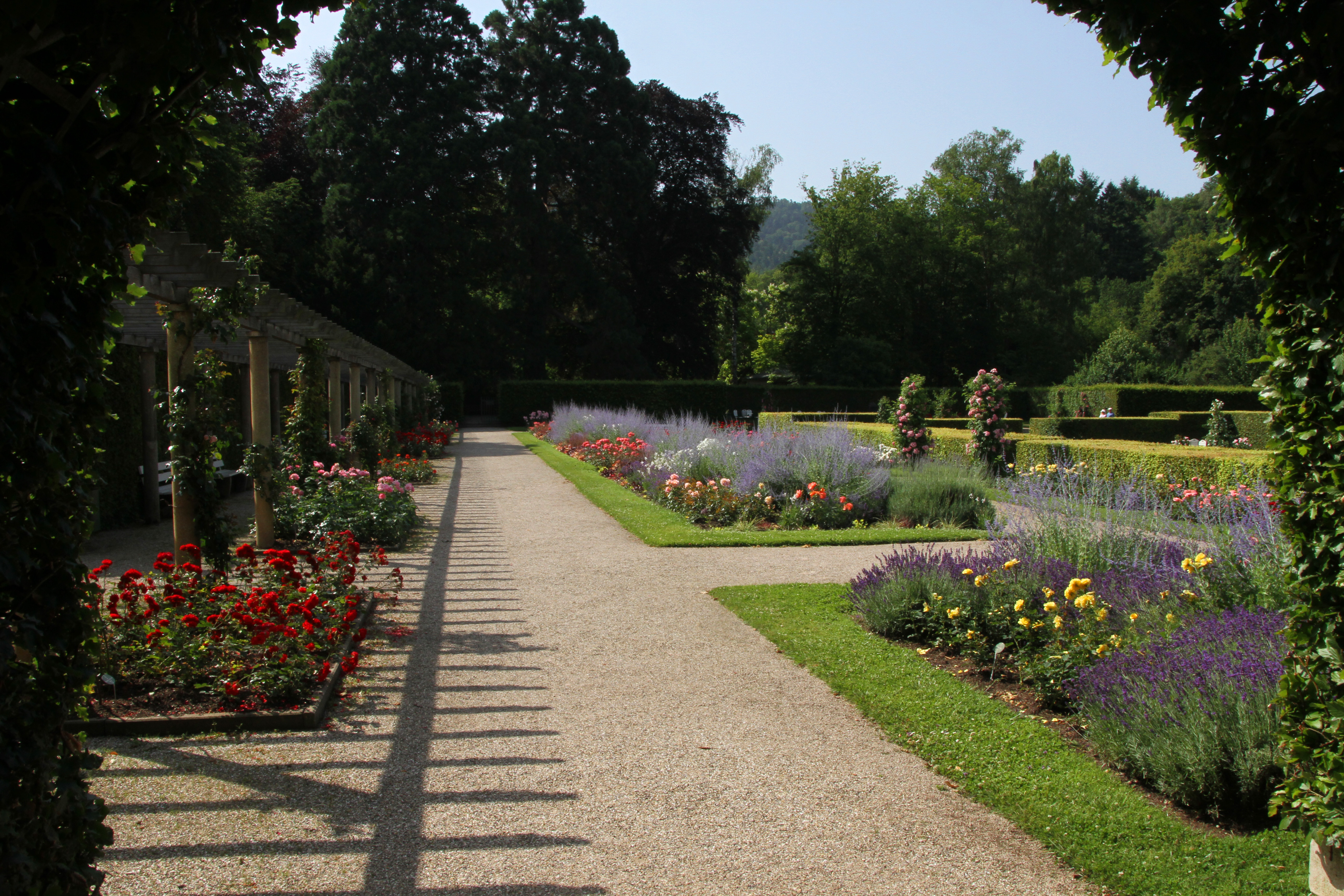
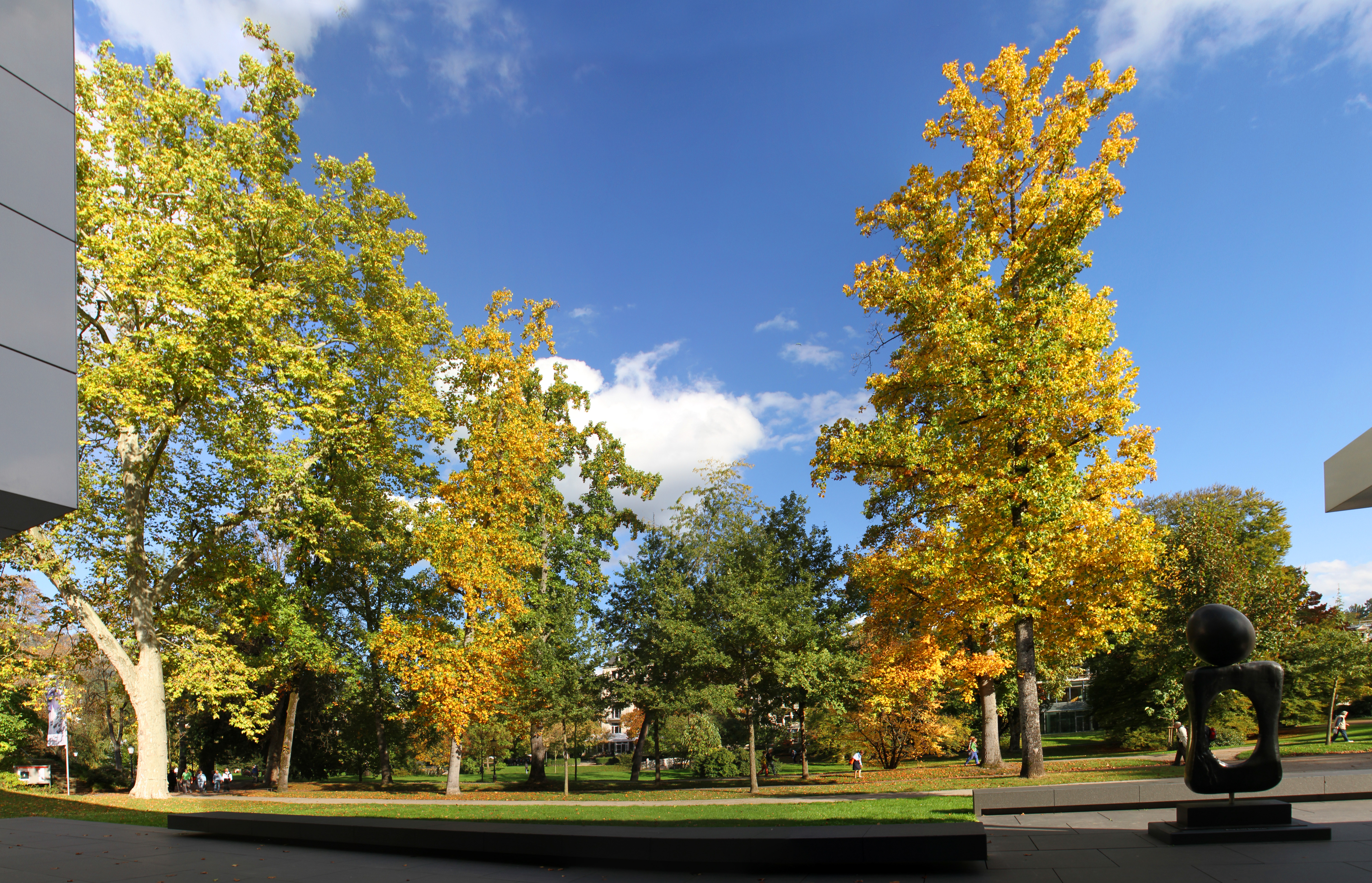